# L'Homme de paille (film, 1958)
Pour l’article homonyme, voir Homme de paille.
Pour plus de détails, voir Fiche technique et Distribution.
L'Homme de paille (italien : L'uomo di paglia) est un film dramatique italien réalisé par Pietro Germi en 1958.
Le film a été présenté au Festival de Cannes 1958,.

## Synopsis
Andrea, ouvrier spécialisé est un homme d'une quarantaine d'années, qui aime sa famille, composée de sa femme Luisa et d'un fils de huit ans, Giulio. Andrea reste seul à la maison car Giulio est malade et doit se soigner à la mer et Luisa l'accompagne. Il essaie de se distraire attendant le dimanche pour rejoindre sa famille. Andrea fait la connaissance de  Rita qui le trouble et Luisa remarque le changement d'humeur de son mari lors de sa visite dominicale. À Rome, Andrea revoit Rita et les deux finissent par être submergés par la passion. Le retour soudain de Luisa et Giulio à la ville met fin à la relation. Andrea ressent un soulagement en reprenant la vie habituelle mais quand  Rita apprend qu'Andrea a décidé de rompre la relation, elle se suicide. Sa mort bouleverse Andrea, déjà tourmenté par le remords de la trahison envers sa femme, et finit par lui avouer. Luisa ne supporte pas l'amère vérité et part avec le petit Giulio. Andrea se sent un homme fini et erre sans but, mais le soir du Nouvel An il retrouve à la maison sa femme et son enfant. Luisa a pardonné, mais le drame vécu laisse une marque indélébile dans leur vie.

## Fiche technique
- Titre français : L'Homme de paille
- Titre original : italien : L'uomo di paglia
- Réalisation : Pietro Germi
- Scénario : Pietro Germi, Alfredo Giannetti, Leonardo Benvenuti, Piero De Bernardi
- Sociétés de production	: Lux Film; Vides Cinematografica
- Producteur : Franco Cristaldi
- Décors : Carlo Egidi
- Photographie : Leonida Barboni
- Musique : Carlo Rustichelli
- Montage : Dolores Tamburini
- Maquillage : Francesco Freda
- Genre : Dramatique
- Durée	: 120 minutes
- Langue	: italien
- Format	: noir et blanc
- Pays de production :  Italie
- Date de sortie	: 1958

## Distribution
- Pietro Germi : Andrea
- Franca Bettoia : Rita
- Luisa Della Noce : Luisa
- Edoardo Nevola : Giulio
- Saro Urzì : Beppe
- Romolo Giordani : Caporetto
- Luciano Marin : Gino
- Mirella Monti : mère de Rita
- Renato Montalbano : petit ami de  Rita
- Milly
- Bruna Cealti
- Anna Gruber
- Ida Masetti
- Marcella Rovena

## Distinctions

### Récompenses
- Rubans d'argent 1959 : 
  - Ruban d'argent du réalisateur du meilleur film à Pietro Germi.
  - Ruban d'argent de la meilleure musique de film à Carlo Rustichelli[3].

### Sélection
- Festival de Cannes 1958 : sélection officielle en compétition[4].